# Петер Фрідріх Вільгельм (герцог Ольденбургу)
Петер Фрідріх Вільгельм (нім. Peter Friedrich Wilhelm von Oldenburg; 3 січня 1754 — 2 липня 1823) — 2-й герцог Ольденбургу в 1785—1823 роках. Фактично не панував.

## Життєпис
Походив з династії Гольштейн-Готторп. Єдиний син Фрідріха Августа, князя-єпископа Любеку, та Ульріки Фредеріки Вільгельміни Гессен-Кассельської. Народився 1754 року в Ойтіні. Спочатку здобув домашню освіту. У 1769—1770 роках навчався у Кільському університеті. Протягом 1771 року їздив до Гессен-Дармштадта й Страсбурга. В наступні роки здійснив поїздку Парижем, Лондоном та Брюсселем. В цей час проявилася його психічна хвороба.
Тому зі сходженням батька 1773 року на трон герцогства Ольденбурзького не розглядався як спадкоємець. 1777 року Петер Фрідріх Вільгельм офіційно зрікся прав на Любекське князівство-єпископство і Ольденбурзьке герцогство. Втім після смерті батька 1785 року офіційно став герцогом, але керував адміністратор (регент) Петер Гольштейн-Готторпський. Спочатку мешкав в маєтку в Касседорфі, згодом в замку Пльон в Гольштейні. Помер 1823 року.